# Devrekani (district)
Devrekani is een Turks district in de provincie Kastamonu en telt 13.267 inwoners (2011). Het district heeft een oppervlakte van 599 km². Hoofdplaats is Devrekani.
De bevolkingsontwikkeling van het district is weergegeven in onderstaande tabel.
| 1997   | 2000   | 2007   | 2011   |
| ------ | ------ | ------ | ------ |
| 14.338 | 15.855 | 13.742 | 13.267 |